# Rein Randver

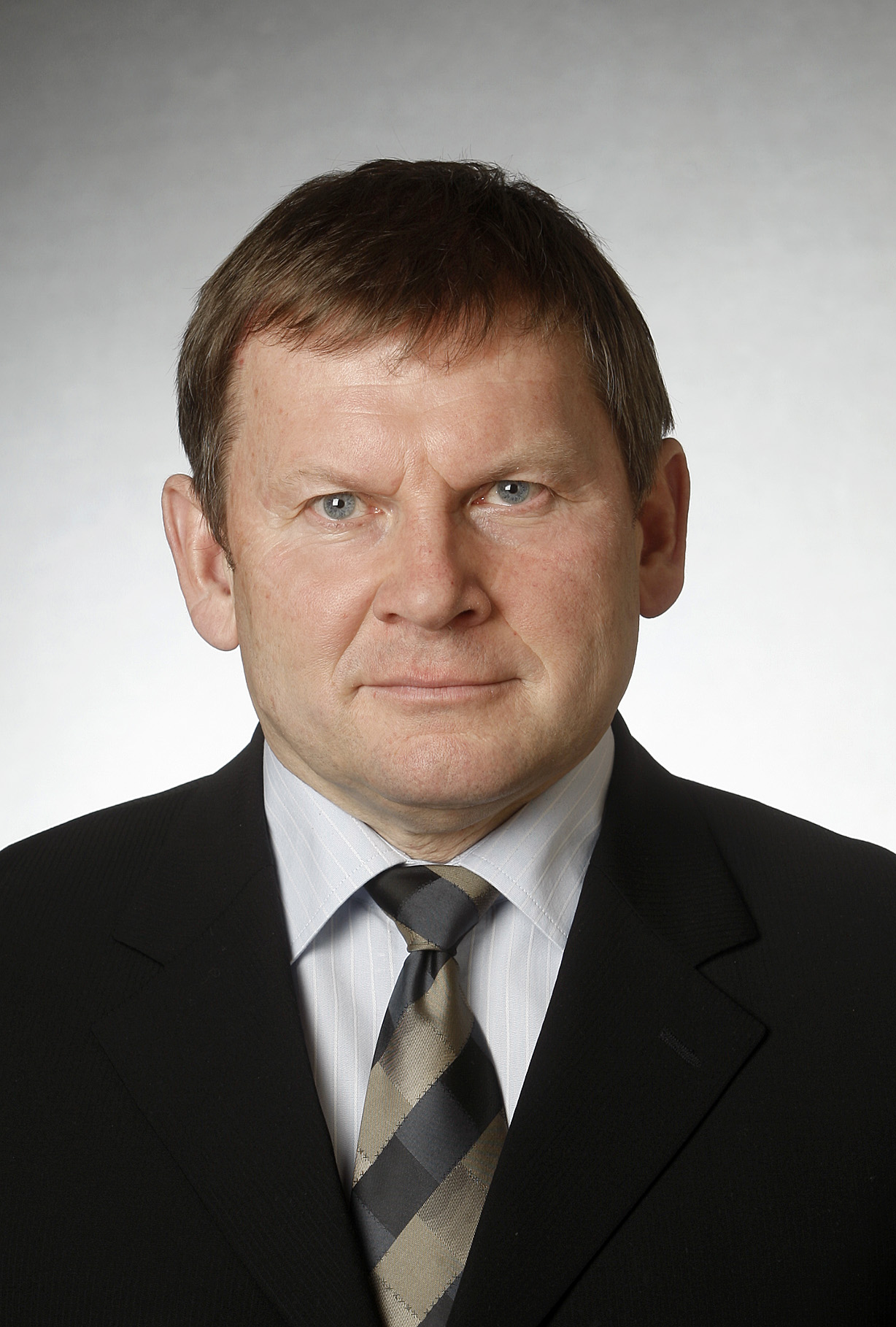
Rein Randver (2011)

Rein Randver (* 24. Juni 1956 im Dorf Lüllemäe, Kreis Valga, Estnische SSR) ist ein ehemaliger estnischer Politiker.

## Leben und Politik
Rein Randver schloss 1979 sein Studium als Zootechniker an der Estnischen Landwirtschafts-Akademie in Tartu ab.
Nach der Wiedererlangung der estnischen Unabhängigkeit betätigte sich Randver politisch. Von 1992 bis 2003 war er zunächst stellvertretender Landrat und dann Landrat des südestnischen Kreises Valga. Ab 2003 gehörte er in drei Legislaturperioden dem estnischen Parlament (Riigikogu) als Abgeordneter an (2003 bis 2006, 2011 bis 2015 und 2017/18). 2018 schied er aus dem Parlament aus. Daneben hatte er kommunalpolitische Ämter und Mandate inne.
Vom 11. Oktober 2006 bis zum 4. April 2007 war Rein Randver Umweltminister der Republik Estland in der Koalitionsregierung unter Ministerpräsident Andrus Ansip.
Von 2002 bis 2011 gehörte Randver der ländlich orientierten Estnischen Volksunion (Rahvaliit) an. Seit 2011 ist er Mitglied der Sozialdemokratischen Partei (Sotsiaaldemokraatlik Erakond).